# فورت تاماس (آریزونا)
فورت تاماس (به انگلیسی: Fort Thomas) یک منطقهٔ مسکونی در ایالات متحده آمریکا است که در شهرستان گرهم، آریزونا واقع شده‌است. فورت تاماس ۲۲٫۴۶ کیلومتر مربع مساحت و ۱۶٬۴۱۹ نفر جمعیت دارد و ۸۲۶٫۹۳ متر بالاتر از سطح دریا واقع شده‌است.